# The Young Lions (film)
The Young Lions is een Amerikaanse oorlogsfilm uit 1958 onder regie van Edward Dmytryk. 
Het scenario is gebaseerd op de gelijknamige roman uit 1948 van Irwin Shaw. De film was een groot succes en bracht 4.480.000 dollar op, op een budget van 3.350.000 dollar.

## Verhaal
Als de Tweede Wereldoorlog uitbreekt dient de voormalige ski-instructeur Christinan Diestl als luitenant  in het Duitse leger. Diestl gelooft net zoals veel Duitsers dat Adolf Hitler Duitsland naar een glorieuze en welvarende toekomst zal leiden. Om die reden wil hij graag aan het front vechten en vraagt na de bezetting van Duitsland overplaatsing aan naar Noord-Afrika, waar Hitler het Italiaanse leger van Mussolini te hulp schiet.
In de VS raken de Amerikanen  Michael Whiteacre en Noah Ackerman bevriend tijdens de keuring voor militaire dienst. Later zijn ze ook samen tijdens de basistraining en worden na afloop daarvan gestationeerd  in Londen,  Engeland. Michael is afkomstig uit de wereld van de showbusiness en verliefd op de debutante  Margaret Freemantle. In 1938 had Margaret een romance met Diestl, maar verliet hem vanwege zijn nazi- sympathieën. Noah is van Joodse afkomst en heeft gewerkt als een verkoper in een warenhuis. Op een feestje van Michael ontmoet hij Hope Plowman, waarmee hij zich verloofd.
In het leger dwingt Noah respect af van zijn kameraden door een serie van vuistgevechten aan te gaan met de officier die hem treitert met zijn Joodse afkomst. Aangezien Noah veel kleiner is dan de officier raakt hij regelmatig gewond. Als de militaire autoriteiten dit ontdekken wordt de officier gearresteerd en berecht door de krijgsraad.
Naarmate de oorlog langer duurt, krijgt het trio meer en meer te maken met de verschrikkingen daarvan. Diestl raakt steeds meer in conflict met zijn rol in de oorlog. Hij ziet dat de oorlog zijn kameraden tot wrede daden brengt of juist tot daden van defaitisme. Hij wil echter nog het een nog het ander doen en blijft doorvechten. Michael gaat de oorlog zoveel mogelijk uit de weg en heeft een veilig baantje ver weg van het front. Dit brengt hem in conflict met Margaret die zich schaamt voor zijn lafheid. Hierdoor keert Michael in de laatste dagen van de oorlog naar het front terug. Noah doet zijn plicht en hoopt de dood te ontkomen om terug te keren naar zijn vrouw en baby.
Aan het einde van de oorlog ontdekt Diestl de echte wreedheid van de nazi’s als hij een concentratiekamp bezoekt en de commandant hoort vertellen over het ‘uitroeien van de joden’. Niet lang daarna bevrijden Amerikaanse troepen, met onder hun geledingen,  Michael en Noah,  het kamp. Noah is verpletterd door de wreedheden die in het kamp zijn begaan en zijn commandant gunt hem een pauze onder begeleiding van de al even geschokte Michael.  Intussen zit Diestl met een machinegeweer in het kamp verborgen. Als de twee Amerikanen naderen, schreeuwt hij het uit om vervolgens door Michael te worden neergeschoten. Samen met Noah kijkt Michael toe hoe Diestl zijn laatste adem uitblaast om vervolgens naar hun compagnie terug te lopen. 

## Rolverdeling
| Acteur              | Personage           |
| ------------------- | ------------------- |
| Marlon Brando       | Christian Diestl    |
| Montgomery Clift    | Noah Ackerman       |
| Dean Martin         | Michael Whiteacre   |
| Hope Lange          | Hope Plowman        |
| Barbara Rush        | Margaret Freemantle |
| May Britt           | Gretchen Hardenberg |
| Maximilian Schell   | Kapitein Hardenberg |
| Dora Doll           | Simone              |
| Lee Van Cleef       | Sergeant Ricket     |
| Liliane Montevecchi | Françoise           |
| Parley Baer         | Sergeant Brandt     |
| Arthur Franz        | Luitenant Green     |
| Hal Baylor          | Soldaat Burnecker   |
| Richard Gardner     | Soldaat Crowley     |
| Herbert Rudley      | Kapitein Colclough  |
| L.Q. Jones          | Soldaat Donnelly    |

## Scenario
Het boek "The Young Lions" van Irwin Shaw verscheen in 1948 en was gebaseerd op de oorlogservaringen van de schrijver tijdens de Tweede Wereldoorlog. Het boek was een groot succes en in 1954 kochten de producenten Jacques Braunstein  en Robert Lord de filmrechten voor 100.000 dollar van Shaw. De bedoeling was dat Shaw het scenario voor de film zou schrijven. In december 1956 kocht 20th Century Fox de rechten van Braunstein en Lord voor 50.000 dollar aangevuld met 15% van de winst. Hoewel Shaw al een eerste scenario had geschreven ging de opdracht voor het schrijven van een script naar scenarist Edward Anhalt.
Anhalt’s scenario wijkt af van het boek, dit was een gevolg van het feit dat de PCA (de censuur van Hollywood) moeite had met een groot aantal scènes uit het boek. Ook was er angst dat de film in Duitsland zou floppen als Christian Diestl onsympathiek zou overkomen.  In het boek is Diestl een keiharde onbekeerde nazi en niet de misleidde idealist die hij in de film speelt. Volgens producent Buddy Adler zou het zeker een miljoen dollar schelen als Diestl werd uitgebeeld als een nazi in plaats daarvan werd hij neergezet als sterk Duits personage die aanvankelijk de verkeerde weg kiest, maar gedesillusioneerd raakt.  Ook de antisemitische ondertoon van Diestl’s personage werd weggefilterd in de film. Het antisemitisme verdween trouwens helemaal uit de film, ook in de scènes waar de Joodse Noah wordt getreiterd is dit niet omdat hij Joods is, maar omdat hij zich niet aan de regels houdt. Irvin Shaw was woest over de veranderingen en kreeg daarbij steun van Montgomery Clift. De acteur was van mening dat het scenario weinig overeenkomsten had met het boek en beloofde van de set te lopen als Diestl zou sterven als een gekruisigde Christus met uitgestrekte armen.
Ook het Amerikaanse leger had bezwaren en er waren drie herschrijvingen van het script voor nodig voordat men kon instemmen met het scenario. Die toestemming was nodig omdat het leger uniformen en andere uitrusting ter beschikking stelde.

## Casting
Aanvankelijk waren Eddie Fisher en Tony Randall in de race voor de rol van Michael Whiteacre, maar Fisher viel af en Randall werd onwel. Dean Martin kreeg de rol uiteindelijk, hoewel hij net als Montgomery Clift te oud werd geacht voor zijn personage. Voor Martin was het geschenk uit de hemel, hij had twee jaar daarvoor gebroken met Jerry Lewis met wie hij enige jaren een duo vormde dat optrad op televisie, nachtclubs en theaters en in films. Dean werd gezien als een lichtgewicht acteur die nog nooit een dramatische rol had gespeeld. Zijn rol werd geprezen en werd zijn doorbraak als serieus acteur. Actrice Joan Woodward was gecast voor de rol van Hope Plowman, maar vertrok voortijdig om mee te spelen in de film The Long Hot Summer.

## Productie
De film zou aanvankelijk als een lowbudget film worden gemaakt, maar het budget werd al snel gesteld op 2,6 miljoen dollar en zou uiteindelijk 3,5 miljoen dollar kosten. Een belangrijk deel van het overschrijden van het budget was het gevolg van onvoorziene rampen, zoals stortbuien op vrijwel elke locatie en zelfs een sprinkhanenplaag die uiteindelijk 1,3 miljoen aan kosten opleverden. Producent Al Lichtman die eigenlijk vanwege gezondheidsproblemen met pensioen was gegaan, kwam speciaal voor de film terug. Hij overleed voor de film was afgerond.
Het filmen begon in juni 1957 en er werden opnamen gemaakt op diverse locaties. De scènes die speelden in de woestijn van Noord-Afrika warden geschoten in Borrego Springs in Californië. In de montage werd deze scènes afgewisseld met scènes uit  de Britse documentaire Desert Victory uit 1943. Voor de concentratiekampscènes filmde de crew in het voormalige concentratiekamp Struthof bij Straatsburg. Het kamp was door de Fransen in zijn oorspronkelijke staat behouden. Voor de figuratie gebruikte men 200 extreem magere figuranten, waarvan er 28 vroeger in het kamp hadden gezeten.
Tijdens het filmen werd duidelijk dat acteur Maximilian Schell die de commandant van luitenant Diestl speelde geen woord Engels sprak. Elke dag leerde hij samen met Marlon Brando zijn tekst fonetisch uit te spreken. Brando zelf liet speciaal voor de film zijn haar blonderen naar voorbeeld van een jonge Duitse nazi  uit een Duitse film die hij had gezien. Op de set raakten Dean Martin en Montgomery Clift goed bevriend en Martin was Clift dankbaar voor de steun hij kreeg om hem door de opnamen te helpen. Het was Martins eerste grote dramatische rol en zijn doorbraak in het genre.

## Prijzen en nominaties
| Jaar | Prijs  | Categorie        | Genomineerde(n)     | Uitslag     |
| ---- | ------ | ---------------- | ------------------- | ----------- |
| 1955 | Oscars | Beste Camerawerk | Joseph MacDonald    | Genomineerd |
| 1955 | Oscars | Beste Geluid     | Carlton W. Faulkner | Genomineerd |
| 1955 | Oscars | Beste Muziek     | Hugo Friedhofer     | Genomineerd |